# Himmelens tempel
Himmelens tempel, Himmelstemplet eller Himmelsaltaret (天坛, traditionell kinesiska: 天壇; pinyin: Tiāntán) är ett tempel i sydöstra delen av staden Peking, Kina. Templet började byggas 1420 av kejsare Yongle och besöktes därefter av samtliga kejsarna av Mingdynastin och Qingdynastin.
Det daoistiska templet täcker ett parkområde på 2,73 km² och omfattar tre huvudgrupper av byggnader, alla byggda enligt strikta filosofiska riktlinjer.
- Jordligt berg (圜丘坛), en öppen yta på tre lager marmorsten. Här bad kejsaren om bra väderlek.
- Himmelska Herrens hus (皇穹宇), ett cirkulärt hus med en gavelvägg, byggt på en bas av ett lager marmorsten. Här förvarades altaret när det inte användes.
- Årliga bönens hus (祈年殿), ett magnifikt cirkelrunt hus med tre gavelväggar, byggt på tre lager av marmorsten. Här bad kejsaren om goda skördar.

Under tiden för kejsardynastierna i Kina, såg man kejsaren som Himmelens son, vars uppgift var att administrera problem på jorden på uppdrag av, och representerande, himmelsk myndighet. Det var därför av oerhörd vikt att i form av offer visade respekt för källan till sin makt och myndighet. Templet byggdes för dessa ceremonier, som mestadels bestod i böner för god skörd.
Varje vintersolstånd gick kejsaren och hela hans följe genom staden för att residera inne i tempelkomplexet. Under den här tiden bar han en särskild dräkt och avstod från att äta kött. På plats skulle kejsaren personligen be till himmelen för god skörd. Ceremonin var tvungen att utföras helt perfekt, det var vida ansett att minsta lilla misstag skulle vara ett mycket dåligt omen för hela nationen det kommande året.
Himmelstemplet är det största av fyra tempel i Beijing med kopplingar till himlakroppar. De andra templen är Soltemplet i öster (日坛), Jordtemplet i norr (地坛), och Måntemplet i väst (月坛).
1998 sattes Himmelstemplet upp på Unescos Världsarvslista.
Himmelstemplet har genomgått en restaurering och öppnades åter 2 maj 2006.

## Fakta och kuriosa
- Templet är omgivet av två kordonger av murar, den yttre muren har en större, halvcirkulär nordlig ände som representerar himmelen, och en kortare rektangular sydlig ände, som representerar jorden.
- Alla byggnader inom templet har speciella takpannor i mörkblått, som representerar himmelen.
- Himmelsaltaret, uppfördes med detaljer som representerade siffran nio, numret på kejsaren. Om man står vid mitten av plattformen och klappar händerna kan man höra ekot.
- Himmelska herrens hus är omgivet av en kurvig mur, 6 meter hög och 32,5 meter i radie. Den kallas Ekomuren, då en person vid ena änden av muren kan höra personen vid den andra änden.
- Årliga bönens hus är 32 meter i diameter och 38 meter hög. Den har 4 inre, 12 centrala och 12 yttre pelare, som representerar 4 årstider, 12 månader och 12 traditionella kinesiska timmar.

| Pekings tunnelbana |         |                           |
|                    | Linje 5 | Tiantandongmen (天坛东门) |